# تراشه سنگی
در باستان‌شناسی، تَراشه سنگی به ورقه‌ای از سنگ گفته می‌شود که به وسیله ضربه یا فشار از سنگ بزرگ‌تر (سنگ مادر) کنده شده‌باشد.
آنچه در باستان‌شناسی، مصنوعات سنگی نامیده می‌شود در واقع محصول جداسازی تراشه‌ها از سنگ مادر هستند.
تراشه‌کاران، با پراندن تراشه‌های ریزی از لبه تراشه به آن شکل می‌دهند که این کار پردازش نام دارد. جای باقیمانده از تراشه‌های قبلی که روی سطح پشتی سنگ مادر دیده می‌شود اصطلاحاً رُخ نامیده می‌شود.
بیشتر ابزارهای سنگی دوره میانه پارینه‌سنگی نو در ایران از نوع موستری هستند و تقریباً تمامی ابزارهای نوع موستری ایران به شیوه تراشه ساخته شده‌اند.